# Gabriel Matei
Eugen Gabriel Matei (Curtea de Argeș, 26 febbraio 1990) è un calciatore rumeno, difensore del Vedița Colonești.